# Hotel Four Seasons Praha
Hotel Four Seasons Prague je pražská pobočka kanadské hotelové sítě Four Seasons Hotels. Nachází se mezi Alšovým nábřežím Vltavy a Křižovnickou ulicí v Praze 1-Starém Městě, jeho adresa je Veleslavínova 1098/2a. Komplex luxusního hotelu vznikl propojením renesančního, barokního a klasicistního domu a jejich doplněním novostavbou. Vlastníkem a provozovatelem hotelu je společnost FSHP s.r.o., která má záporný vlastní kapitál.
V dubnu 2010 zde pobýval ruský prezident Dmitrij Medveděv, který do Prahy přicestoval kvůli podpisu Nové dohody START s Barakem Obamou.

## Galerie

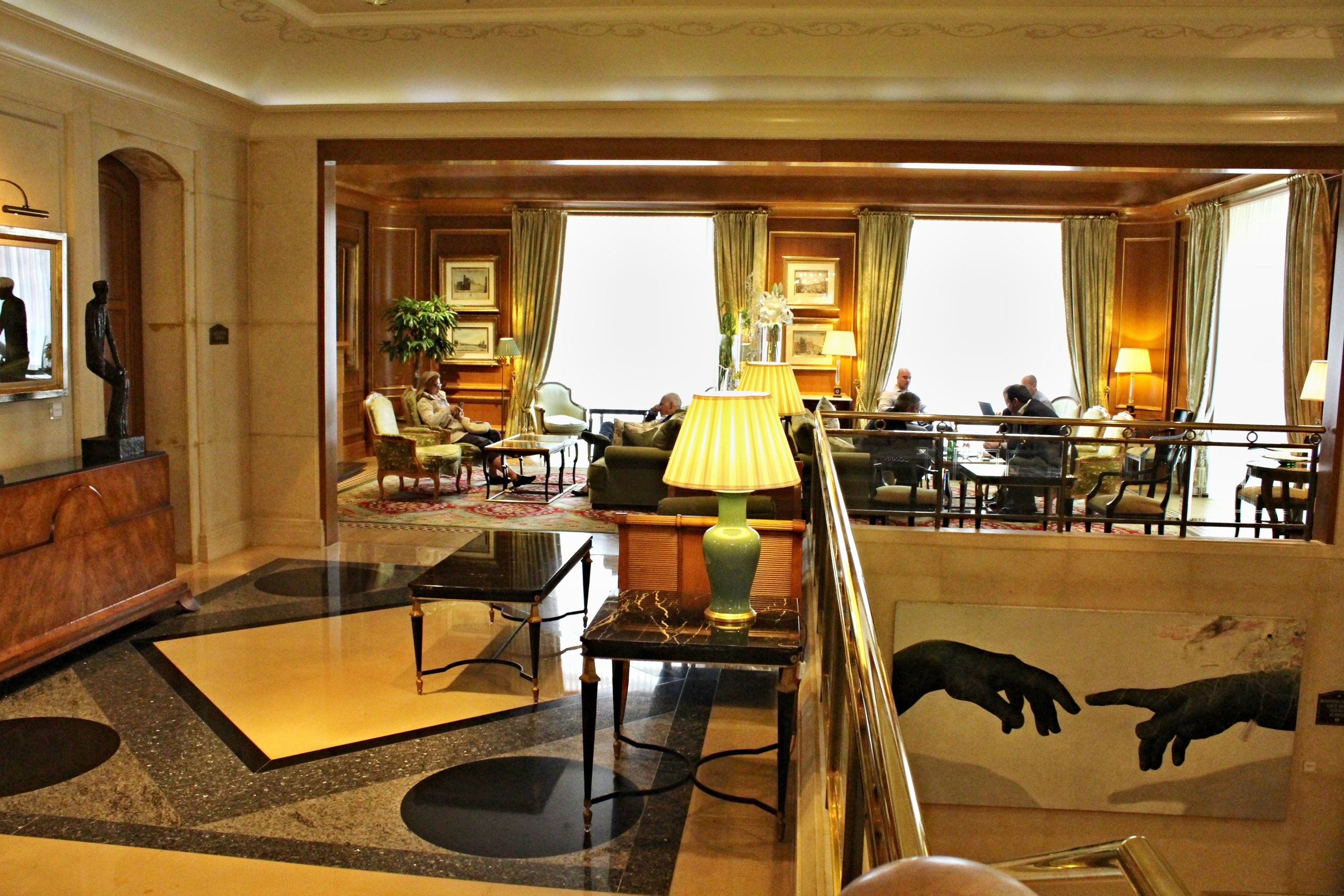
Hotelové lobby
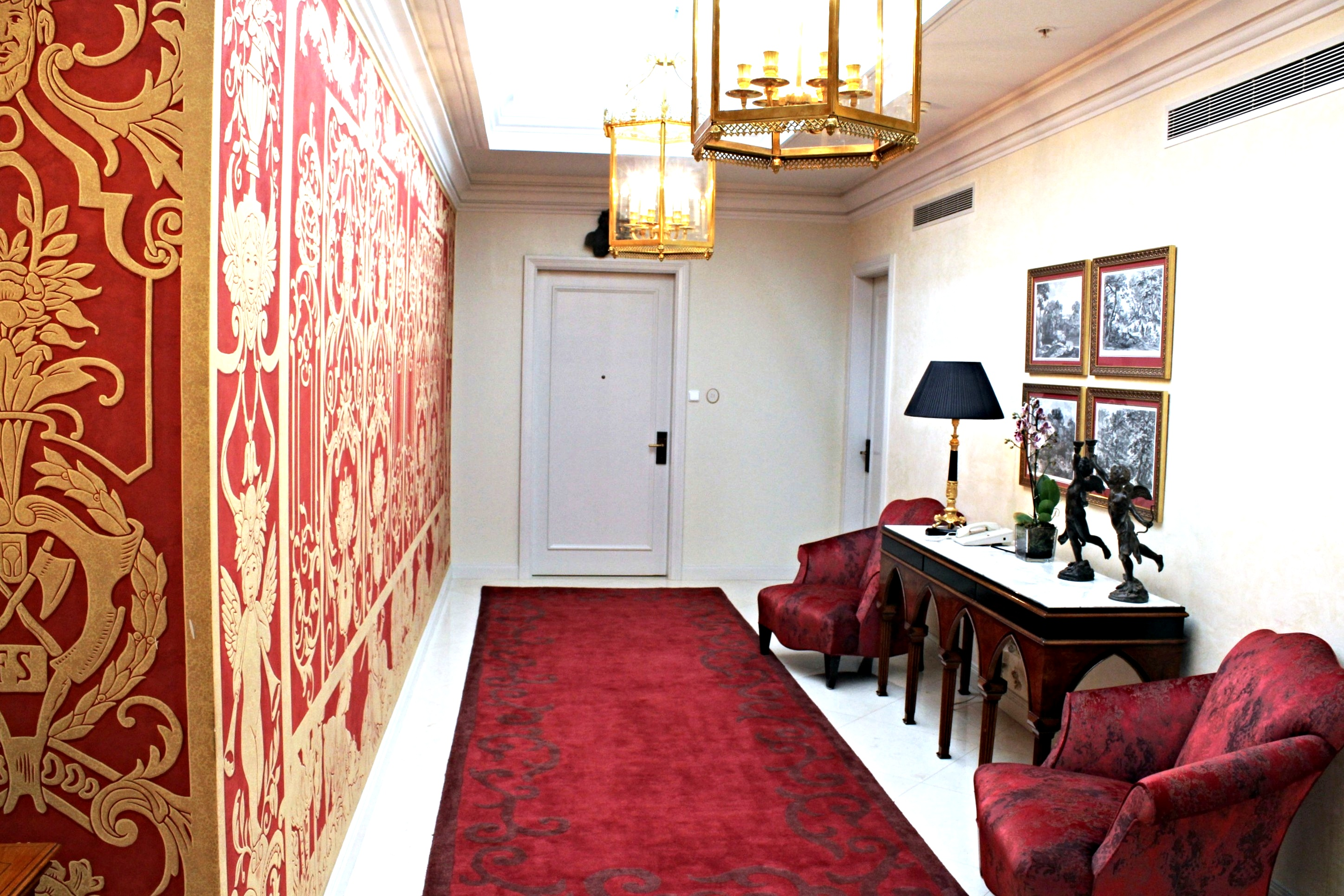
Interiér v prvním patře pražského hotelu
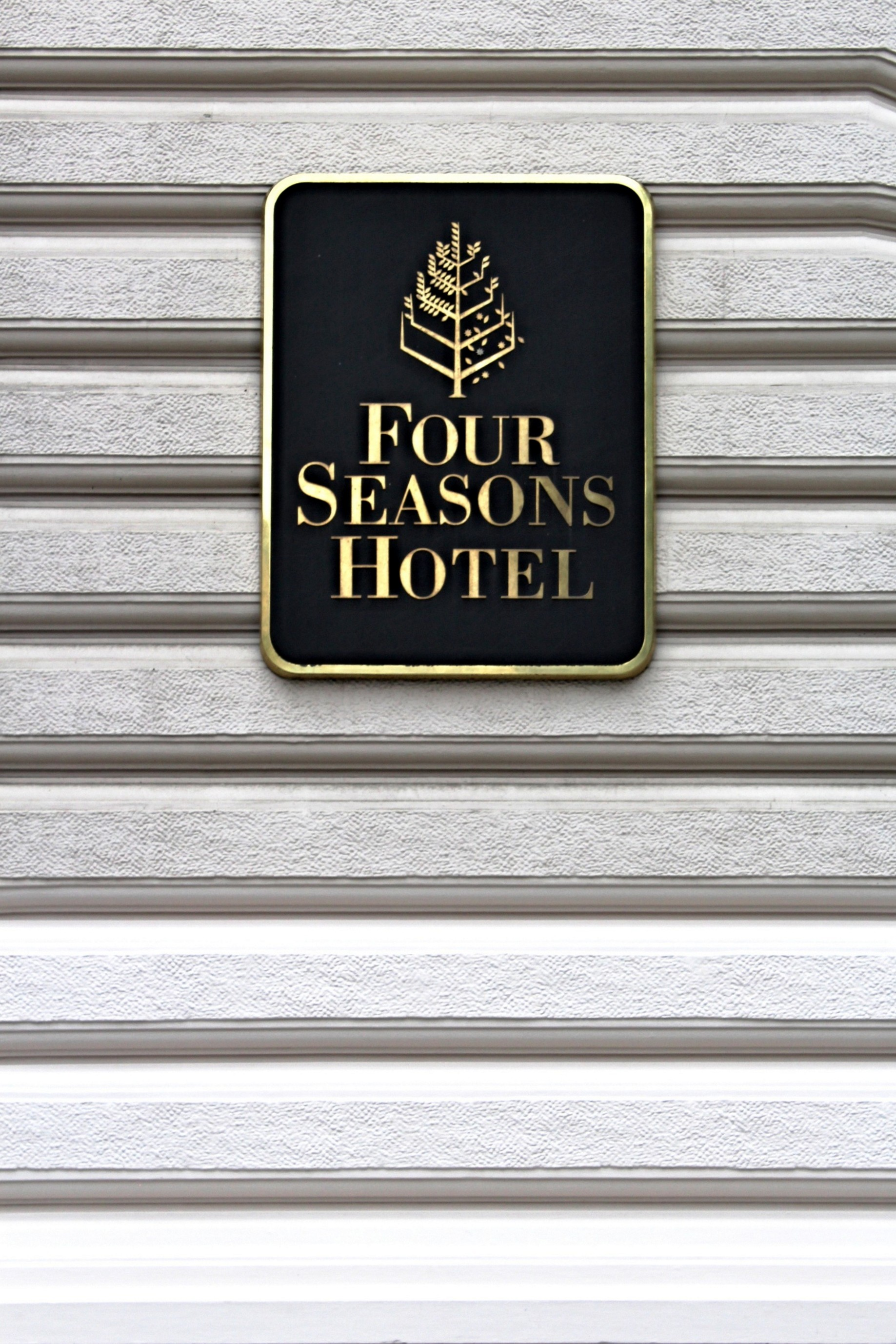
Logo hotelu